# Distrito electoral federal 8 de Coahuila
El VIII Distrito Electoral Federal de Coahuila es uno de los 300 Distritos Electorales en los que se encuentra dividido el territorio de México y uno de los 8 que se encuentran en el Estado de Coahuila.
El octavo distrito electoral de Coahuila está integrado por 205 secciones electorales que corresponden a los municipios de Arteaga, General Cepeda, Matamoros, Parras de la Fuente, Ramos Arizpe, el sur de Torreón y Viesca. En él, existe un Padrón Electoral de 251 mil 491 personas y una lista nominal de 248 mil 186 ciudadanas y ciudadanos.